# Екологізація управління
Екологіза́ція управлі́ння – трансформація складових управлінського процесу (суб’єктів, об’єктів, функцій, методів тощо), кінцевою метою якої є екологічно спрямована зміна стану (чи тенденцій зміни) природної або соціально-економічної систем[яких?].
Процес управління передбачає вплив управлінської (керівної) системи на систему[яку?], якою управляють[хто?] (керовану). Метою такого впливу є збереження стійкості керованої системи чи переведення її стану в інший[який?], збереження стану довкілля або зміна певних[яких?] деструктивних параметрів соціально-еконномічних систем. 
Якщо управлінський процес відбувається цілком в соціально-економічній системі, то ядро і керівної, і керованої систем становлять люди.
Екологізація управління здійснюється на основі освітніх, виховних, тренінгових та інформаційних програм і заходів. 